# Luísa Isabel de Orleães
Luísa Isabel de Orleães (em francês: Louise-Élisabeth d'Orléans; Versalhes, 11 de dezembro de 1709 – Paris, 16 de junho de 1742) foi a esposa do rei Luís I e Rainha Consorte da Espanha entre janeiro e agosto de 1724. Nascida uma princesa francesa, era filha de Filipe II, Duque de Orleães, Regente da França, e Francisca Maria de Bourbon.
Ficou conhecida no corte espanhola, sobretudo, por seu comportamento inadequado devido ao transtorno de personalidade borderline (TPB) que sofria.

## Biografia
Filha de Filipe II, Duque de Orleães, Regente da França, e Francisca Maria de Bourbon, filha natural de Luís XIV da França, Luísa Isabel de Orleães era conhecida na corte francesa como Mademoiselle de Montpensier. Apesar de sua posição, ela cresceu sem receber a educação adequada para uma princesa. Ela sequer foi batizada e teve que ser às pressas para poder se casar; recebeu o batismo a 22 de outubro de 1721. Sua avó paterna, a Princesa Palatina, a criticava duramente: "Não se pode dizer que Mademoiselle de Montpensier seja feia; ela tem olhos lindos, pele branca e fina, nariz bem feito, embora um pouco fino, e boca muito pequena. No entanto, apesar de tudo isso, ela é a pessoa mais desagradável que já vi na minha vida, em todas as suas ações, seja falando, comendo ou bebendo, ela é impaciente, de modo que nem eu nem ela derramamos lágrimas quando nos despedimos."

### Casamento

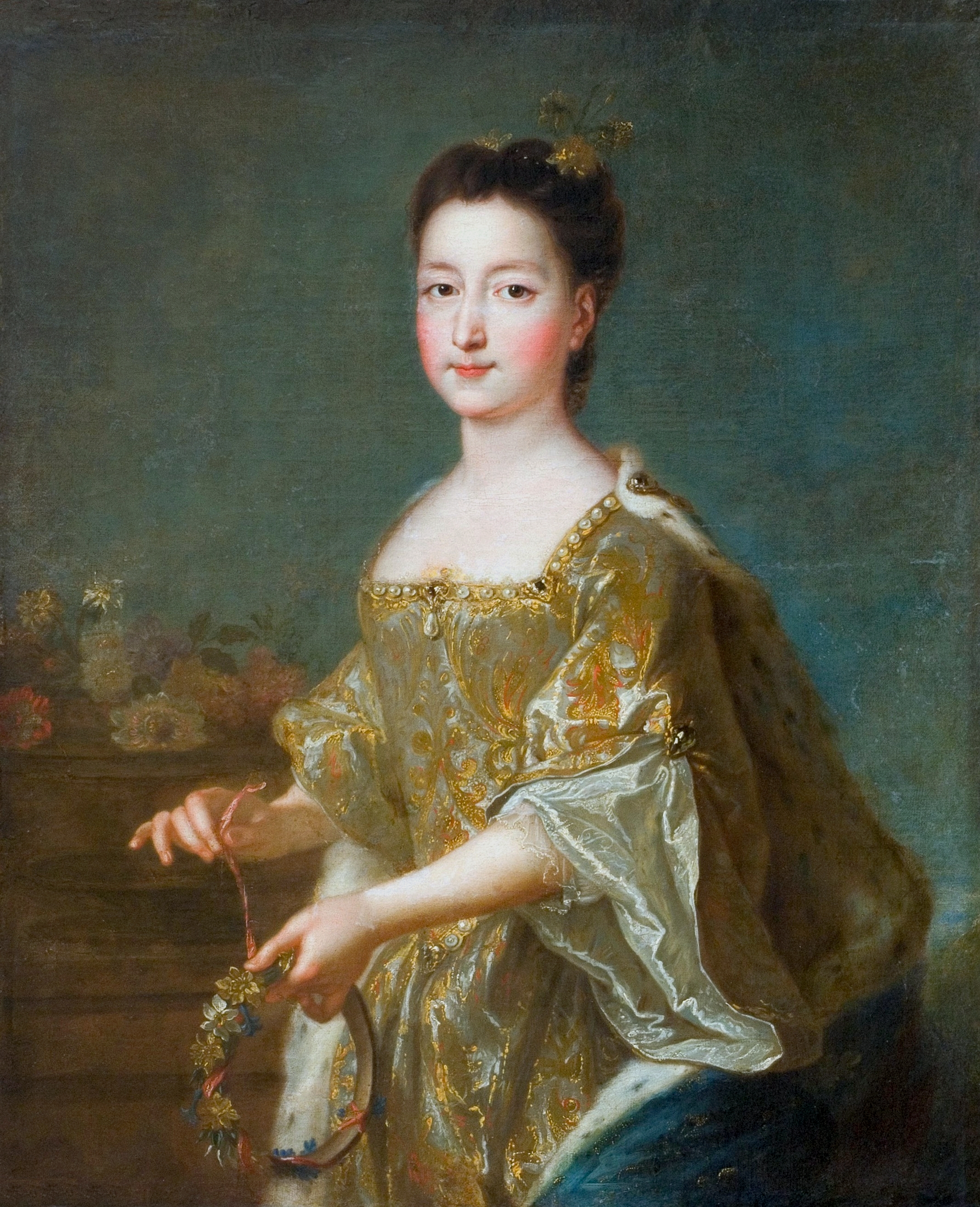
Retrato de Luísa Isabel de Orleães ostentando um manto de flor-de-lis, símbolo da monarquia francesa. Erroneamente o retrato era atribuído a uma princesa da Polônia.

Após a reconciliação entre os dois ramos da dinastia Bourbon, pelo Tratado Franco-Espanhol de 1721, um acordo de um duplo matrimônio foi selado entre o rei Filipe V da Espanha e o Regente de França; o Príncipe das Astúrias, Luís se casaria com uma filha do regente, a princesa Luísa Isabel, enquanto que o rei Luís XV da França com a infanta espanhola Mariana Vitória de Bourbon. Um rico enxoval foi feito para Luísa Isabel e ela aprendeu espanhol. Como observa a Gaceta de Madrid de 18 de novembro de 1721:
| «[...] 40 vestidos também foram feitos para a princesa de Montpensier, de tecidos riquíssimos, alguns dos quais valerão 500 libras a vara; e os diamantes que o rei [Luís XV] destinou a dar a ela, vão importar 8.000 libras, e o Duque de Orleães até 5.000 e um professor de línguas vai duas vezes por dia ao Palácio Real, para ensinar a língua espanhola a esta princesa.» |

A troca de princesas ocorreu na fronteira franco-espanhola, na ilha dos Faisões, no rio Bidasoa, a 9 de janeiro de 1722. Luísa Isabel conheceu seu futuro marido pela primeira vez incógnita em Cogollos a 19 de janeiro e o encontro oficial aconteceu na cidade de Lerma a 20 de janeiro de 1722. Convertida em Princesa das Astúrias, ao chegar a Espanha demonstrou a enorme satisfação que sentiu num destino tão elevado. Em geral, ela causou uma boa impressão e pareceu se adaptar bem ao seu novo país. O Duque de São Simão, embaixador encarregado pela corte francesa de negociar o duplo matrimônio, escreveu: "De educação mais vulgar, facilmente se adapta aos costumes espanhóis e entende a grandeza inesperada em que se encontra, não perde nada. [...] Demonstra afeição pelo príncipe e complacência com as crianças, nenhuma atenção a ninguém, pouca memória da França e de seus pais, muita infantilidade e apego às suas fantasias." Seu marido também a recebeu com muito prazer, como também indicou Saint-Simon: "Sua alegria foi grande quando se viu casado [...]. Ele parece amar e buscar a princesa."
Pouco depois de Luísa Isabel se encontrar na corte espanhola, sua irmã mais nova, Filipina Isabel, foi posteriormente prometida ao infante Carlos, irmão mais novo do marido de Luísa Isabel, mas o casamento não veio a concretizar-se e sua irmã foi mais tarde enviada de volta à França, onde morreu aos dezenove anos em Paris.

### Comportamento
Desde sua chegada na Espanha, Luísa Isabel causou alguns incidentes, como andar sem roupas, arrotar e soltar flatulências em público, correr pelos corredores e subir em árvores, todos em decorrências de problemas mentais como transtorno de personalidade borderline (TPB) e bulimia.
Ela aparecia diante de toda a corte suja e fétida, recusando-se a usar roupas íntimas e tentando provocar os cortesões expondo suas partes íntimas de maneira sibilina. Dizem também que ela se recusava a tocar a comida na mesa, mas depois engolia compulsivamente tudo o que encontrou à frente, fosse comestível ou não. Seu comportamento pareceu piorar com o tempo, já que durante a noite ela é vista limpando com lenços, cristais, azulejos e tecidos de todos os tipos no palácio. Os súditos ali presentes veem surpresos como a soberana desnuda, pega seu vestido e começa a limpar os cristais no salão com ele. Seu marido, o rei Luís, dolorosamente, escreve ao pai: "Não vejo outra escolha a não ser trancá-la o mais rápido possível, pois seu distúrbio está aumentando."
Acerca do comportamento de Luísa Isabel enquanto Princesa das Astúrias, um espião francês na corte espanhola relatou:
| «A Princesa de Astúrias recolhe-se em si mesma. Ela se vinga com mil travessuras e caprichos, zomba de suas damas de companhia e, diz-se, as leva a jogos contra a natureza.» |

### Rainha da Espanha
Tornou-se rainha consorte quando o seu sogro, o rei Filipe V, abdicou a 15 de janeiro de 1724.  O comportamento de Luísa Isabel foi a fonte de divergências com suas companheiras reais; a jovem rainha não sabia se comportar à altura da responsabilidade que seu status real exigia. Bebia demais, até embriagar-se, comia sem medida, exibia roupas escassamente vestidas e cometetia todo tipo de loucuras, impróprias ao protocolo e decência.
O rei Luís acabou perdendo a paciência com as loucuras de sua esposa e o foi forçado a confiná-la na antiga fortaleza dos Habsburgos, sob a vigilância da Condessa de Altamira, além de despachar toda a sua comitiva francesa. Apesar de tudo, o rei Luís amava sua esposa e temia aumentar o escândalo com a punição, então ele a perdoou rapidamente, após apenas dezesseis dias de confinamento. Todavia, as excentricidades de Luísa Isabel não acabaram e a relação com o marido continuou difícil.
Poucos meses depois de ter se tornado rainha, o rei  Luís I contraiu varíola, ela então cuidou e permaneceu junto ao monarca até a sua morte em 31 de agosto de 1724, tanto que também chegou a contrair doença porém conseguiu se curar. Luísa Isabel de Orleães e o rei Luís I não tiveram filhos.

### Morte
Para a jovem viúva, começou um longo período de tristeza e solidão. Luísa Isabel, devido aos imperativos do luto rigoroso, viveu à margem da corte espanhola. Pouco depois, devido ao rompimento do casamento acordado entre Luís XV e a infanta espanhola Mariana Vitória de Bourbon, ela foi devolvida à França.
Na França, viveu por um tempo no Castelo de Vincennes, depois mudou-se para Paris, onde viveu relegada, doente e empobrecida, reivindicando o pagamento da pensão que lhe correspondia como rainha viúva e solicitando a ajuda da família real espanhola, sem obtê-la.  Nesse estado lamentável sobreviveu alguns anos, até sua morte no Palácio de Luxemburgo em 1742, aos trinta e dois anos. Foi enterrada na capital francesa, na Igreja de São Sulpício. Seu túmulo foi profanado durante a Revolução Francesa.

## Representações na cultura
- No longa-metragem Troca de Rainhas (2017), Luísa Isabel de Orleães foi interpretada por Anamaria Vartolomei.[9]